# Monte Zevola
Il Monte Zevola (1.976 m s.l.m.) è una montagna delle Piccole Dolomiti nelle Prealpi Venete. È la montagna più alta della Catena delle Tre Croci.
Si può salire sulla vetta partendo dal rifugio Cesare Battisti posto sul versante Vicentino (1.265 m) o dal versante veronese dalla Val Fraselle e da Lago Secco. La cima della montagna è molto panoramica, nelle giornate più limpide la vista spazia sulle Dolomiti, sull'Altopiano d'Asiago, la pianura veneta, il basso Lago di Garda, il Monte Baldo, l'Adamello, la Lessinia, il Gruppo del Carega e il Pasubio.